# Hans Röhrs

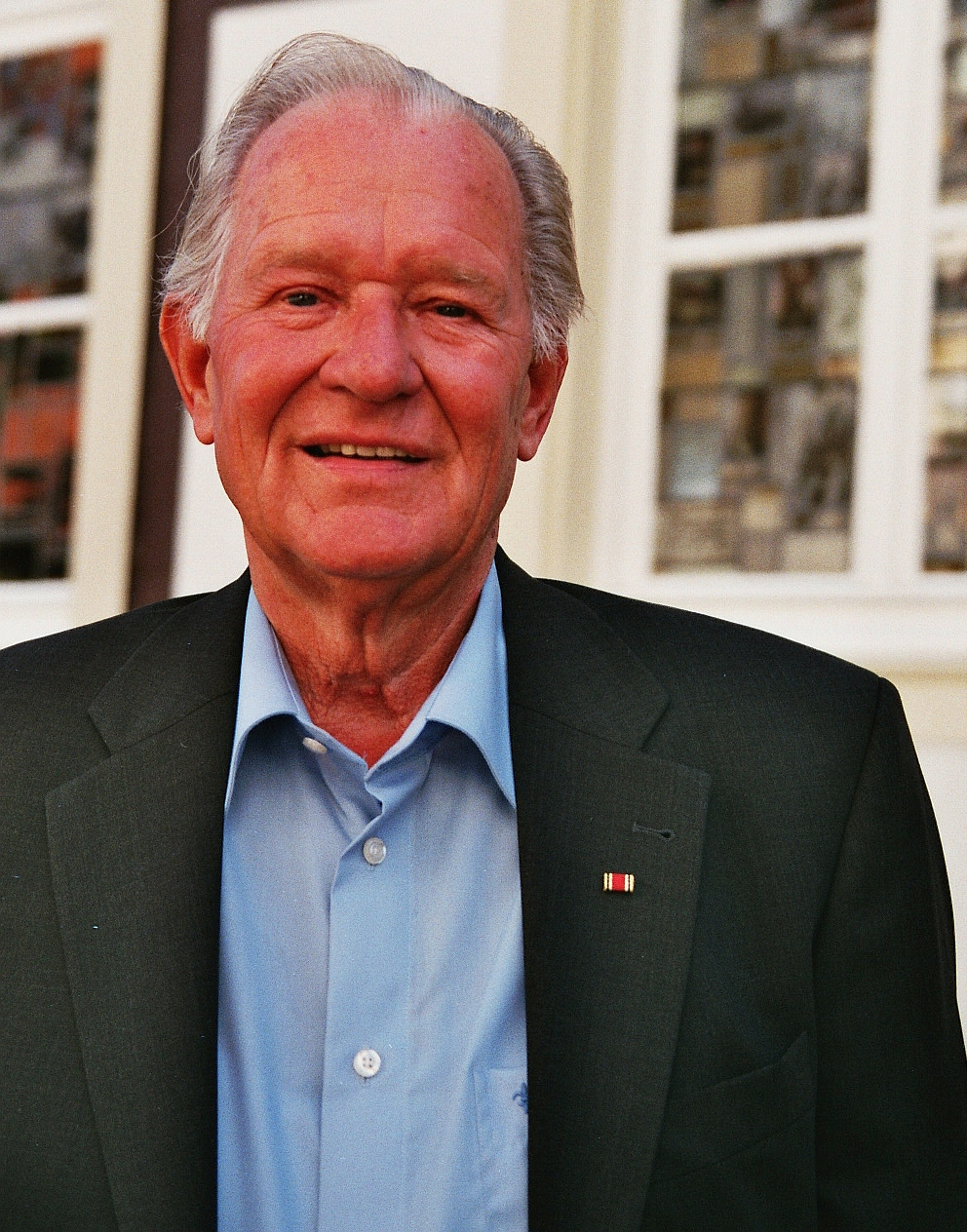
Hans Röhrs 2012

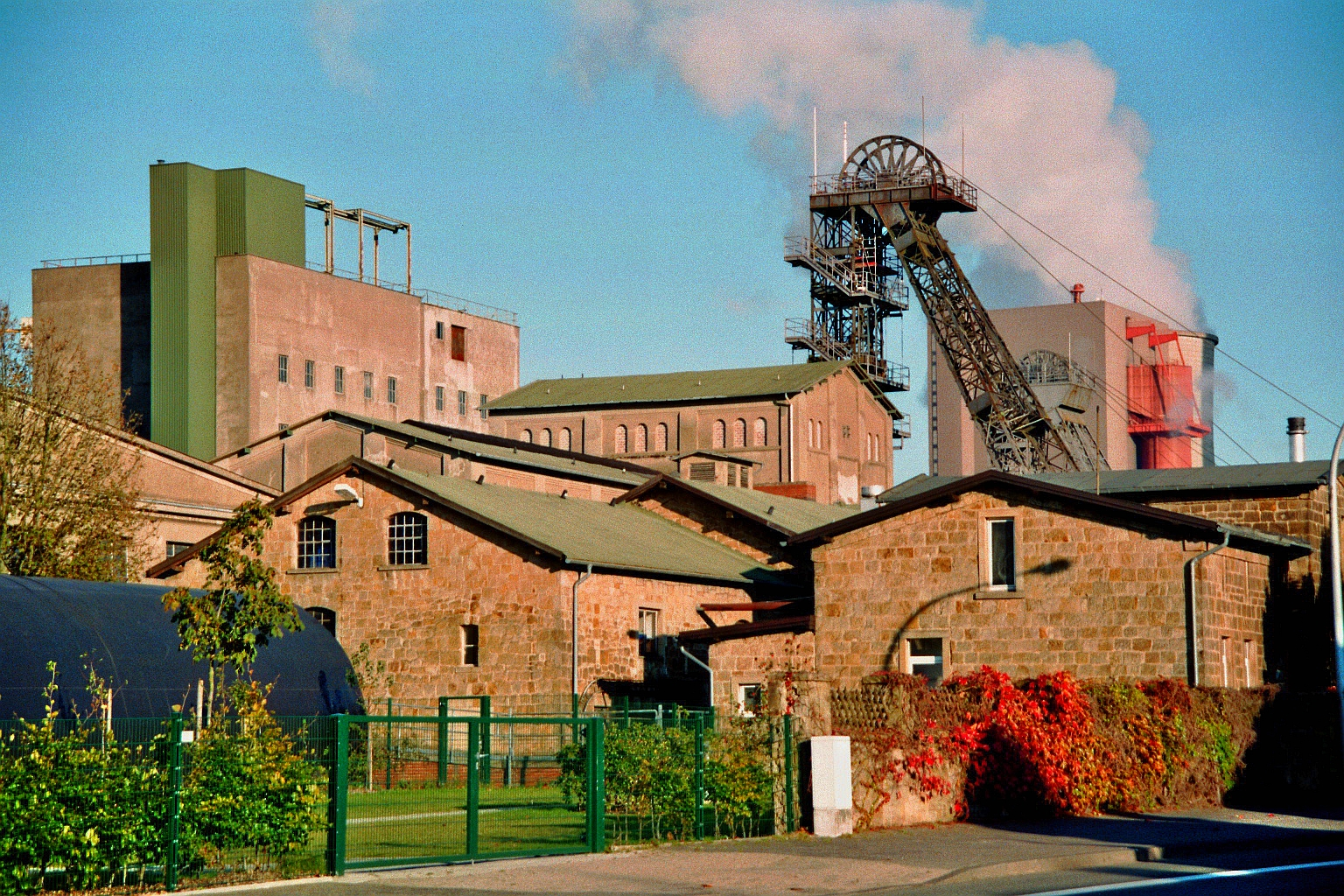
Hans Röhrs hat intensiv die Geschichte des Bergwerks Ibbenbüren aufgearbeitet.

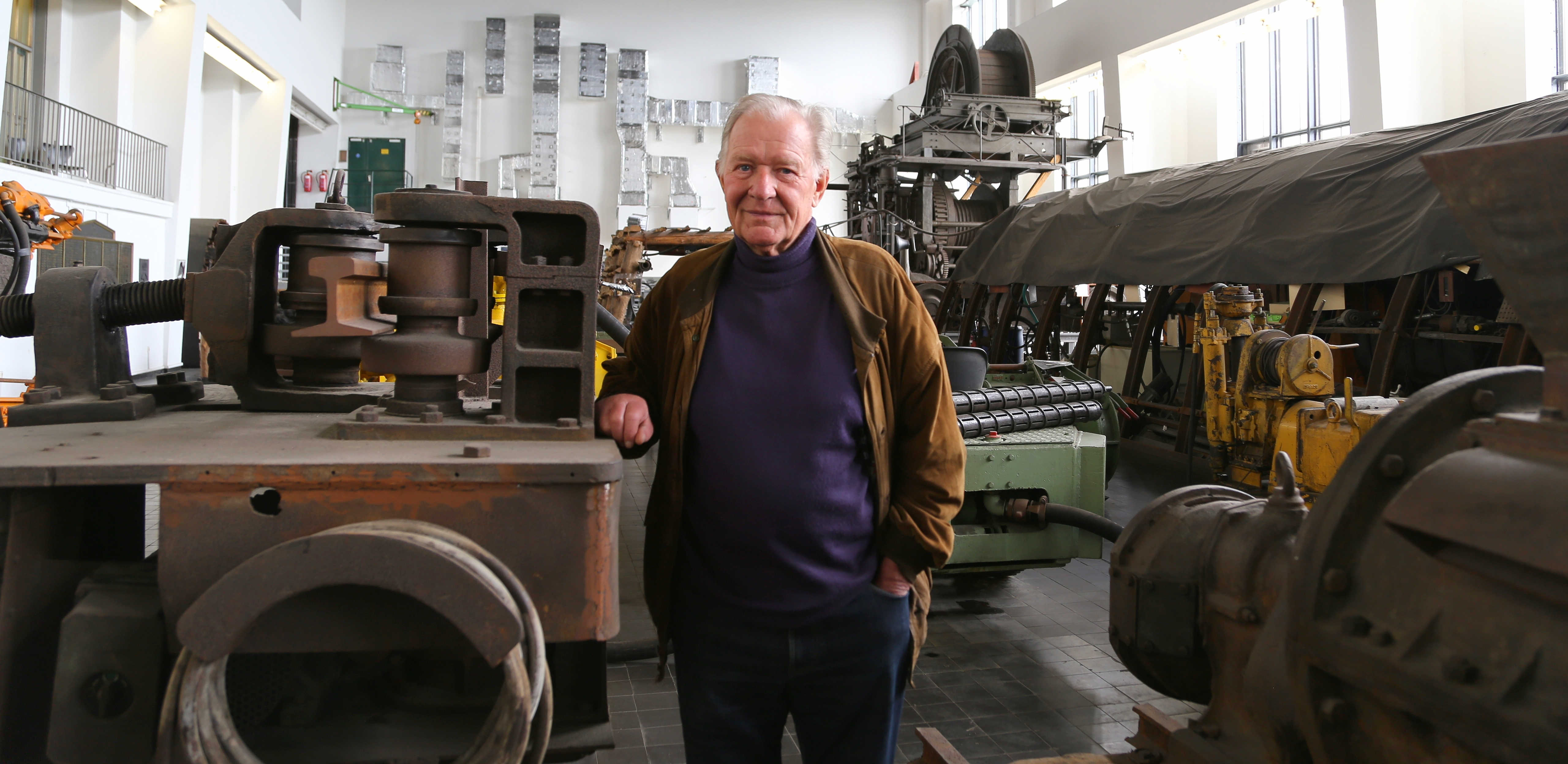
Hans Röhrs 2013 in dem von ihm mitbegründeten und mitbetreuten Bergbaumuseum Ibbenbüren

Hans Georg Röhrs (* 15. Oktober 1932 in Quakenbrück) ist ein deutscher Bergingenieur und Bergbauhistoriker.
Er hat sich vor allem mit dem Ibbenbürener Steinkohlenrevier und dessen Geschichte intensiv beschäftigt, aber auch mit dem Erzbergbau in der Region. Als Standardwerk gilt die als Fortschreibung eines älteren Werks von Hubert Rickelmann entstandene Darstellung Der Ibbenbürener Steinkohlenbergbau von den Anfängen bis zur Gegenwart (1983). Röhrs ist zudem Gründer des Bergbaumuseums Ibbenbüren.

## Leben und Wirken
Nach dem Abitur am Artland-Gymnasium in seiner Geburtsstadt Quakenbrück studierte Hans Röhrs Bergbau an der Rheinisch-Westfälischen Technischen Hochschule Aachen und schloss als Diplom-Ingenieur ab. Seine ersten beruflichen Erfahrungen sammelte er anschließend im Eisenerzbergbau in Salzgitter und im Siegerland sowie in der Ruhrkohlen-Zeche Friedrich Heinrich in Kamp-Lintfort.
Im Februar 1960 begann er als Steiger seine Tätigkeit im Bergwerk Ibbenbüren der Preussag AG Kohle in Ibbenbüren (seit 2008 RAG Anthrazit Ibbenbüren GmbH), wo er es im Lauf der Jahre bis zum Abteilungsleiter der Bergtechnischen Stabsstelle brachte. Ende 1989 trat er in den Ruhestand.
Bereits während seiner aktiven Dienstzeit hatte sich Röhrs intensiv mit dem Bergbau im Tecklenburger Land und im Osnabrücker Land beschäftigt. Neben Veröffentlichungen in Fachzeitschriften und der lokalen Presse sowie in den Heimat-Jahrbüchern Osnabrücker Land schrieb er dazu mehrere Bücher, von denen Der Ibbenbürener Steinkohlenbergbau von den Anfängen bis zur Gegenwart (erstmals 1983) am bekanntesten ist. Röhrs verfasste es als Fortführung und Aktualisierung des aus dem Jahr 1935 stammenden grundlegenden Werkes Geschichte des Ibbenbürener Steinkohlenbergwerkes bis zum 20. Jahrhundert von Hubert Rickelmann. Neben der Steinkohle stand jedoch stets auch das Erz im Blickpunkt seiner historischen Untersuchungen. Daraus resultierte 1985 das Buch Der frühe Erzbergbau und die Hüttenindustrie im Tecklenburger Land. Räumlich noch weiter griff Röhrs dann 1992, als er die Darstellung Erz und Kohle. Bergbau und Eisenhütten zwischen Ems und Weser vorlegte. Mit der kleineren Abhandlung Ibbenbürener Kleinzechen und wilde Pütts schloss er im Jahr 2009 den Reigen seiner zahlreichen Veröffentlichungen ab. Nach eigener Aussage soll es seine letzte Publikation sein: „Ich denke damit habe ich das Thema Bergbau erschöpfend behandelt.“ Im Jahr darauf veröffentlichte er jedoch noch die Darstellung 200 Jahre Gravenhorster Eisenhütte.
Hans Röhrs ist Gründer und Leiter des seit 1990 bestehenden Bergbaumuseums Ibbenbüren, das der RAG Anthrazit Ibbenbüren GmbH angegliedert ist. Die Idee, alte Maschinen und Geräte des Bergbaus sicherzustellen und zu sammeln hatte er bereits 1981. Schrittweise kam so ein Fundus an Exponaten zusammen. Auch den Knappenverein Tecklenburger Land hob er mit aus der Taufe und unterstützt dessen Aktivitäten seither tatkräftig. So war er etwa maßgeblich an der Konzeption mehrerer Bergbau-Wanderwege rund um Ibbenbüren beteiligt.
Neben seinem Engagement als Bergbauhistoriker pflegt er auch seine musische Begabung und betätigt sich als Saxophonist und Klarinettist in der Big Band der Städtischen Musikschule Ibbenbüren.
2010 wurde der „Vater des Ibbenbürener Bergbaumuseums“ und „wandelnde Enzyklopädie der Steinkohle“ für seine Verdienste als Bergbauchronist mit dem Verdienstkreuz am Bande des Verdienstordens der Bundesrepublik Deutschland ausgezeichnet. Im November 2011 erhielt Röhrs den Ehrenpreis 2011 des Stadtmarketing-Vereins und der Wirtschaftsförderung der Stadt Ibbenbüren. Ein weiterer Ehrenpreis ging zudem an den Knappenverein Tecklenburger Land.
Hans Röhrs wohnt mit seiner Frau Ingrid in Ibbenbüren-Bockraden. Das Ehepaar hat vier erwachsene Kinder.

## Schriften

### Eigene Buchveröffentlichungen
- zusammen mit Hubert Rickelmann: Der Ibbenbürener Steinkohlenbergbau von den Anfängen bis zur Gegenwart. Schöningh, Paderborn, München, Wien und Zürich 1983 (2., überarbeitete Auflage. Schöningh, Paderborn, München, Wien und Zürich 1987, ISBN 3-506-77224-4).
- Der frühe Erzbergbau und die Hüttenindustrie im Tecklenburger Land. Ibbenbürener Vereinsdruckerei (IVD), Ibbenbüren 1985 (2. Auflage. IVD, Ibbenbüren 1987, ISBN 3-921290-23-6).
- Der Ibbenbürener Steinkohlen- und Erzbergbau und seine Mineralien. Bode, Haltern 1989.
- Erz und Kohle. Bergbau und Eisenhütten zwischen Ems und Weser. IVD, Ibbenbüren 1992, ISBN 3-921290-62-7.
- Der Ibbenbürener Bergbau des 20. Jahrhunderts in Bildern. IVD, Ibbenbüren 1997 (2., überarbeitete und erweiterte Auflage. IVD, Ibbenbüren 1998, ISBN 3-921290-97-X).
- Ibbenbürener Kleinzechen und wilde Pütts. IVD, Ibbenbüren 2009, ISBN 978-3-941607-01-9.
- 200 Jahre Gravenhorster Eisenhütte. IVD, Ibbenbüren 2010, ISBN 978-3-941607-12-5.
- zusammen mit Georg Kipp: Ibbenbürener Bergbau auf alten Ansichtskarten. IVD, Ibbenbüren 2011, ISBN 978-3-941607-15-6.

### Beiträge in anderen Publikationen
- Erdgeschichtliche Hinweise aus der Gemeinde Mettingen (S. 29–36) und Der Bergbau in der Gemeinde Mettingen (S. 260–277), in: Mettingen – Heimatbuch zur 900-Jahr-Feier. IVD, Ibbenbüren 1987, ISBN 3-921290-27-9.
- Steinkohlenbergbau in Uffeln (S. 269–287), in: Uffeln – Geschichte eines Ibbenbürener Ortsteils. IVD, Ibbenbüren 1994, ISBN 3-921290-78-3.
- Beiträge zur Geschichte der Gemeinde Recke, Heft 4: Der Steinkohlenbergbau im Buchholz bei Recke, Ibbenbüren 1999, ISBN 3-932959-08-6.
- Ein historischer Streifzug durch den Ibbenbürener Steinkohlenbergbau (S. 309–330) und Zeugnisse einer schrecklichen Zeit (Feldpostbriefe 2. Weltkrieg) (S. 443–472), in: 850 Jahre Ibbenbüren. IVD, Ibbenbüren 1997, ISBN 3-921290-95-3 (2., überarbeitete und erweiterte Auflage).